# IIe corps (armée de l'Union)
Il y a cinq corps dans l'armée de l'Union désignés comme IIe corps (deuxième corps d'armée) lors de la guerre de Sécession. Ces formations sont le IIe corps de l'armée du Cumberland commandé par Thomas L. Crittenden du 24 octobre au 5 novembre 1862, plus tard, renuméroté XXe corps ; le IIe corps de l'armée du Mississippi commandé par William T. Sherman du 4 janvier à 12 janvier 1863, renuméroté XVe corps ; le IIe corps de l'armée de l'Ohio commandé par Thomas L. Crittenden du 29 septembre au 24 octobre 1862, transféré dans l'armée du Cumberland ; le IIe corps de l'armée de Virginie commandé par Nathaniel P. Banks du 26 juin au 4 septembre 1862 et Alpheus S. Williams du 4 au 12 septembre 1862, renuméroté XIIe corps ; et le IIe corps de l'armée du Potomac du 13 mars 1862 au 28 juin 1865. De ces cinq, celui qui est le plus largement connu est celui de l'armée du Potomac, objet de cet article.

## Histoire du corps
Le IIe corps est important en raison de son service long et continu, de sa grande organisation, des plus durs combats, et du plus grand nombre de victimes. Dans ses rangs se trouvent le régiment qui a subi le plus grand pourcentage de pertes lors d'un combat, le régiment qui a subi le plus grand nombre de pertes lors d'un combat, et le régiment qui a subi le plus grand nombre de pertes au cours de sa durée de service. De la centaine de régiments de l'armée de l'Union qui ont perdu le plus d'hommes dans la bataille, trente-cinq d'entre eux appartiennent au IIe corps. Le IIe corps combat également dans presque tous les combats principaux du théâtre oriental, de la campagne de la Péninsule de 1862 jusqu'à la reddition des confédérés à Appomattox Court House.
Le corps est organisé avec l'ordre général No 101, du 21 mars 1862, qui attribue son commandement au brigadier-général Edwin Vose Sumner, et aux brigadiers généraux Israël B. Richardson, John Sedgwick, et Louis Blenker au commandement de ses divisions. Dans les trois semaines de son organisation, le corps part avec l'armée du Potomac de George B. McClellan pour la campagne de la Péninsule, sauf pour la division de Blenker, qui est retirée le 31 mars du commandement de McClellan, et reçoit l'ordre de renforcer l'armée de John C. Frémont en Virginie occidentale. La division de Blenker ne rejoint jamais le corps. Les deux autres divisions comptent 21 500 hommes, dont 18 000 sont aptes au service.
Le premier engagement général du corps se produit lors de la bataille de Seven Pines, où L'action rapide et martial de Sumner mène le corps sur le terrain à temps pour éviter un désastre sérieux, et changer une déroute en victoire. Le nombre de victimes des deux divisions dans cette bataille s'élève à 196 tués, 899 blessés, et 90 disparus. Lors de la bataille des sept jours, le corps perd 201 tués, 1195 blessés, et 1024 disparus. Lors de la retraite de l'armée devant Richmond, le IIe corps part pour soutenir l'armée de Virginie du major général John Pope lors de la deuxième bataille de Bull Run, arrivant sur le champ à temps pour se mettre en position pour la bataille de Chantilly, mais n'est pas engagé.
Le corps se met en marche ensuite pour la campagne du Maryland, au cours de laquelle la 3rd division du brigadier-général William H. French y est ajouté le 10 septembre 1862. Lors de la bataille d'Antietam , le corps est engagé en bonne place, ses pertes s'élevant à plus du double de celles de tout autre corps d'armée sur le terrain. Sur un effectif de 15 000 hommes, il perd 883 tués, 3 859 blessés, et 396 disparus ; le total s'élevant à 5 138. Près de la moitié de ces pertes sont survenues dans la 2nd division de Sedgwick, lors de l'avance sanglante et mal préparée sur le Dunker church, une opération sous les ordres directs de Sumner ; elle comprend notamment des unités comme le 34th New York Volunteer Infantry Regiment (en) sur le flanc gauche de la première brigade de la division, ainsi que le 1st Minnesota Volunteer Infantry qui gagnera plus tard la renommée à Gettysburg. L'Irish Brigade de la première division de Richardson subit également des pertes terribles lors des combats sur la « Bloody Lane », mais, dans le même temps, en inflige plus à l'ennemi. Cela permet au colonel Francis C. Barlow de mener le 61th (en) et le 64th New York Volunteer Infantry Regiment (en) pour percer la ligne confédérée. Richardson est tué dans cette bataille, et Sedgwick est blessé à trois reprises.
Le combat suivant est la bataille de Fredericksburg. Dans l'intervalle, Sumner est promu au commandement d'une Grande Division - IIe et IXe corps - et le général Darius N. Couch, un commandant de division du IVe corps, est nommé à sa place. Le brigadier-général Winfield S. Hancock réussit au commandement de la première division de Richardson, et le brigadier-général Oliver O. Howard prend la place de Sedgwick, ce dernier étant absent en raison de blessures. Les pertes du corps à Fredericksburg dépassent celles de toutes les autres dans cette bataille, s'élevant à 412 tués, 3 214 blessés, et 488 disparus, la moitié appartenant à la division de Hancock au cours de l'assaut vain sur Marye's Heights. Le pourcentage des pertes de la division de Hancock est important, la (première) brigade de Caldwell perd de 46% en morts et blessés.
Après Fredericksburg, les Grandes Divisions sont abandonnées et, Sumner partant à la retraite en raison de son âge ou d'un handicap physique, Couch reste au commandement. Couch mène le corps à la bataille de Chancellorsville, avec Hancock, John Gibbon, et French en tant que commandants de division. Sedgwick est promu au commandement du VIe corps, et Howard, qui a commandé la division de Sedgwick à Fredericksburg, est promu au commandement du XIe corps. À Chancellorsville, les combats de la partie principale du IIe corps se concentrent sur la division de Hancock, sa ligne de combat, sous les ordres du colonel Nelson A. Miles se distinguant en résistant avec succès à une forte attaque de l'ennemi, en en faisant l'un des épisodes les plus intéressants de l'histoire de cette bataille. Pendant les combats à Chancellorsville, la deuxième division de Gibbon reste à Fredericksburg, où elle soutient les opérations de Sedgwick, mais avec des pertes légères.
Peu de temps après Chancellorsville, Couch est relevé à sa propre demande, Hancock prenant le commandement du corps d'armée, et le brigadier-général John C. Caldwell celui de la division de Hancock. Au début de la campagne de Gettysburg, la brigade du brigadier-général Alexander Hays rejoint, et est affectée à la 3rd division, Hays, prenant le commandement de la division. Lors de la bataille de Gettysburg, le corps est vivement engagé dans les batailles du deuxième et du troisième jours, connaissant là le plus dur combat de son existence, et y gagnant ses plus grands lauriers ; le deuxième jour, dans les combats dans le champ de blé, et le troisième, dans le refoulement de la charge de Pickett, qui est principalement dirigée contre la positions de Hancock. Les combats est meurtrier à l'extrême, le pourcentage des pertes du 1st Minnesota de la division de Gibbon, étant presque sans égal dans les annales de la guerre moderne. La perte du corps est de 796 tués, 3 186 blessés, et 368 disparus ; un total de 4 350 sur les 10 500 hommes engagés. La division de Gibbon souffre le plus, le pourcentage des pertes dans la 1st brigade du brigadier-général William Harrow (en) étant particulièrement sévère. Hancock et Gibbon sont grièvement blessés, tandis que les commandants de brigade, Samuel K. Zook, Edward E. Cross (en), George L. Willard (en), et Eliakim Sherrill (en) sont tués. La déclaration mensuelle du corps, le 30 juin 1863, montre un effectif total de 22 336 sur les registres, mais n'en recense seulement 13 056 « présents le service ». De ces derniers, on déduit la proportion habituelle de non-combattants - les musiciens, les conducteurs, les cuisiniers, les serviteurs, et les traînards - et il devient douteux que le corps a plus de 10 000 fusils en ligne à Gettysburg.
Les blessures de Hancock nécessitent une absence de plusieurs mois. William Hays est placé au commandement du corps immédiatement après la bataille de Gettysburg, restant au commandement jusqu'au 12 août, quand il est relevé par le major-général Gouverneur K. Warren. Warren s'est distingué à Gettysburg par sa rapide compréhension de la situation critique à Little Round Top, et par la promptitude énergique avec laquelle il a remédié à la difficulté. Il s'est également fait une brillante réputation dans le Ve corps, et qu'en tant qu'officier en chef topographe de l'armée du Potomac. Il est, par la suite, au commandement lors de la bataille de Bristoe Station, une opération du IIe corps, qui est notable pour la vigueur avec laquelle les officiers et les hommes se sont battus, ensemble avec une capacité supérieure affichée par Warren lui-même. Il commande également les divisions lors de la bataille de Mine Run et de Morton's Ford, à ce moment-là, étant sous les ordres des généraux Caldwell, Alexander S. Webb et Alexander Hays.
Lors de la réorganisation de l'armée du Potomac, le 23 mars 1864, le IIIe corps est abandonné, et deux de ses trois divisions sont transférées dans le IIe corps. Sous cette composition, le IIe corps croit jusqu'à 81 régiments d'infanterie et 10 batteries d'artillerie légère. Les unités de l'ancien IIe corps sont regroupées en deux divisions, sous les ordres de Barlow (alors général) et Gibbon ; les deux divisions du IIIe corps sont transférées à l'identique, et numérotées comme les 3e et 4e, avec les généraux David B. Birney et Gershom Mott à leur tête. Par ce regroupement, le IIe corps atteint en avril 1864, une force agrégée de 46 363 hommes, avec 28 854 présents pour le service.
Hancock, ayant partiellement récupéré de ses blessures, reprend son commandement, et mène ses divisions marquées par les batailles sur la rivière Rapidan. Lors de la bataille de la Wilderness, le corps perd 699 tués, 3 877 blessés, et 516 disparus ; soit un total de 5 092, la moitié de ces pertes tombant dans la 3rd division de Birney. Alexander Hays, le commandant de la deuxième brigade de la division de Birney, est parmi les tués.
Lors de la bataille de Spotsylvania Court House, le IIe corps écrit de nouveau une page glorieuse dans l'histoire grâce à l'assaut brillant et réussie de Hancock le matin du 12 mai 1864. Pendant les combats autour de Spotsylvania, la 4th division de Mott est tellement réduite par le nombre de victimes, et par la perte de plusieurs régiments dont le terme a expiré, qu'elle est dissoute et fusionnée avec la division de Birney, Mott conservant le commandement d'une brigade. Les pertes du corps dans les différentes actions autour de Spotsylvania, du 8 au 19 mai, s'élèvent à 894 tués, 4 947 blessés, et 801 disparus ; pour un total de 6 642, soit plus d'un tiers des pertes de l'ensemble de l'armée du Potomac, y compris le IXe corps. Les plus lourdes pertes se produisent dans la 1st division de Barlow. Jusqu'à ce moment, le IIe corps n'a pas perdu de couleurs ni un canon, bien qu'il ait déjà pris 44 drapeaux à l'ennemi.
Après un combat plus dur et incessant lors de la bataille de North Anna, et le long de la Totopotomoy, le corps atteint le champ de bataille mémorable où la bataille de Cold Harbor s'est déroulée. Alors qu'il est à Spotsylvania, il est renforcé par une brigade de régiments d'artillerie lourde, agissant en qualité d'infanterie, et par la brigade connue comme la légion de Corcoran, de sorte qu'à Cold Harbor, le corps est composé de 53831, présents et absents, avec 26 900 « présents pour le service ». Ses pertes à Cold Harbor, avec onze jours dans les tranchées, s'élèvent à 494 tués, 2 442 blessés, et 574 disparus ; pour un total de 3 510. La division de Birney est peu engagée.
Durant les assauts sur les retranchements de Petersburg, du 16 au 18 juin, le corps est à nouveau crédité avec le plus grand nombre de victimes. Lors de l'une de ces attaques, le 1st Maine Heavy Artillery subit les plus importantes pertes de toute organisation régimentaire dans une action au cours de la guerre. À cette époque, le corps comprend 85 régiments ; sa force effective, cependant, est inférieure à celle qu'à une date antérieure. Le corps retraverse la rivière James, et se bat à Deep Bottom, le 26 juillet et une nouvelle fois le 14 août ; puis, de retour dans les lignes autour de Petersburg, les divisions de Barlow et de Birney participent à la deuxième bataille de la Ream's Station, le 25 août, dans lequel elles perdent un grand nombre d'hommes capturés.
Lors de la bataille de Boydton Plank Road, le 27 octobre 1864, les commandants de division sont les généraux Thomas Wilberforce Egan et Mott, la 1st division (Nelson A. Miles), étant restée dans les tranchées. En novembre 1864, Hancock est affecté à un autre poste, et le major-général Andrew A. Humphreys, chef d'état-major de l'armée du Potomac, lui succède. Humphreys est au commandement lors de la dernière campagne, les divisions étant sous les ordres des généraux Miles, William Hays, et Mott. Le corps combat sa dernière bataille à Farmville (en), le 7 avril 1865, deux jours avant la reddition de Lee. Dans cette dernière action, le brigadier-général Thomas A. Smyth (en) de la 2nd division de Hays est tué. Smyth était un officier avec une réputation brillante, et à un moment a commandé la fameuse Irish Brigade.
Des études récentes ne mettent pas seulement en lumière la qualité du commandement du IIe corps, mais aussI celle de chacun de ses soldats, pointant à la fois la bravoure individuelle et le profond engagement pour l'Union, comme dépeint dans les lettres et les journaux intimes. En dépit de la nostalgie des foyers démocrates et des communautés ethniques que ne sont pas favorable à l'expansion des objectifs de la guerre vers l'émancipation, les soldats du IIe corps d'armée participent aux combats, se ré-engageant en 1863-4 et votant massivement pour Abraham Lincoln en 1864. La fierté de l'unité figure en bonne place lors des réunions d'après-guerre, et le président de la Chambre, Champ Clark (en) du Missouri, lors du 50e anniversaire de Gettysburg, se réfère aux soldats du IIe corps comme « ces gars en bleu invincibles ». La cohésion de l'unité a finalement vaincu les antipathies raciale, les frustrations et les haines selon cette analyse.

## Historique des commandements
| Edwin V. Sumner      | 13 mars - 7 octobre 1862           |
| Darius N. Couch      | 7 octobre - 26 décembre 1862       |
| John Sedgwick        | 26 décembre 1862 - 26 janvier 1863 |
| Oliver O. Howard     | 26 janvier - 5 février 1863        |
| Darius N. Couch      | 5 février 1863 - 22 mai 1863       |
| Winfield S. Hancock  | 22 mai - 1er juillet 1863          |
| John Gibbon          | 1er - 2 juillet 1863               |
| Winfield S. Hancock  | 2 - 3 juillet 1863                 |
| William Hays         | 3 juillet - 16 août 1863           |
| Gouverneur K. Warren | 16 - 26 août 1863                  |
| John C. Caldwell     | 26 août - 2 septembre 1863         |
| Gouverneur K. Warren | 2 septembre - 10 octobre 1863      |
| John C. Caldwell     | 10 - 12 octobre 1863               |
| Gouverneur K. Warren | 12 octobre - 16 décembre 1863      |
| John C. Caldwell     | 16 décembre - 29 décembre 1863     |
| Gouverneur K. Warren | 29 décembre 1863 - 9 janvier 1864  |
| John C. Caldwell     | 9 janvier - 15 janvier 1864        |
| Gouverneur K. Warren | 15 janvier - 24 mars 1864          |
| Winfield S. Hancock  | 24 mars - 18 juin 1864             |
| David B. Birney      | 18 juin - 27 juin 1864             |
| Winfield S. Hancock  | 27 juin - 26 novembre 1864         |
| Andrew A. Humphreys  | 26 novembre 1864 - 15 février 1865 |
| Gershom Mott         | 15 - 17 février 1865               |
| Nelson A. Miles      | 17 - 25 février 1865               |
| Andrew A. Humphreys  | 25 février - 22 avril 1865         |
| Francis C. Barlow    | 22 avril - 5 mai 1865              |
| Andrew A. Humphreys  | 5 mai - 9 juin 1865                |
| Gershom Mott         | 9 - 22 juin 1865                   |
| Andrew A. Humphreys  | 22 - 28 juin 1865                  |